# Szymon Marciniak
Szymon Marciniak (* 7. ledna 1981, Płock, Polsko) je polský profesionální fotbalový rozhodčí.
Píská zápasy v Ekstraklase, Lize mistrů a Evropské lize. Pískal i na Mistrovství Evropy 2016 a Mistrovství světa 2018. Od 20. července 2015 rozhodčí nejvyšší kategorie UEFA a nejvýše hodnocený polský rozhodčí své generace.[ujasnit]

## Začátky
Narodil se v roce 1981 v polském Płocku. Svou kariéru fotbalového rozhodčího zahájil v 21 letech. Zpočátku kombinoval pískání s hraním amatérského fotbalu. V roce 2006 přešel k profesionální práci fotbalového rozhodčího a svůj první zápas v  profesionální lize (Ekstraklasa) odpískal v roce 2009 na stadionu GKS Bełchatów (GKS - Odra Wodzisław). Od té doby odpískal více než 200 zápasů v Ekstraklase a byl i jmenován hlavním rozhodčím finálového utkání polského poháru v roce 2016, a také polského Superpoháru v roce 2017.

## Kariéra
V roce 2011 se stal rozhodčím FIFA a v témže roce debutoval jako rozhodčí v předkole Evropské ligy v zápase mezi Aalesundsem a Ferencvárosem. V roce 2012 řídil svůj první zápas v Lize mistrů, a to v zápase 1. předkola mezi lotyšským klubem FK Ventspils a norským Molde. Dále pískal kvalifikační zápasy na Mistrovství světa 2014, počínaje zápasem skupiny F mezi Portugalskem a Ázerbájdžánem.
Dne 30. června 2015 byl jmenován hlavním rozhodčím finále Mistrovství Evropy hráčů do 21 let 2015.
Zúčastnil se i Eura 2016 a rozhodoval tři zápasy: ve skupinové fázi turnaje soudcoval utkání Španělsko – Česko (1:0) a Island – Rakousko (2:1) a ve vyřazovací fázi Německo – Slovensko (3:0).
Dne 29. března 2018 FIFA oznámila, že Marciniak bude řídit některé zápasy na Mistrovství světa 2018 spolu se svými asistenty Pawlem Sokolnickým a Tomaszem Listkiewiczem. Nakonec pískal dva zápasy skupinové fáze: Argentina – Island (1:1) a Německo - Švédsko (2:1). Byl také vybrán jako hlavní rozhodčí Superpoháru UEFA 2018 mezi Realem Madrid a Atléticem Madrid.
V květnu 2022 byl nominován na další Mistrovství světa 2022 v Kataru.
Dva měsíce předtím, v březnu 2022, pískal 302. Pražské derby, zápas mezi Slavií Praha a Spartou, jenž „sešívaní“ vyhráli v Edenu 2:0.
V dubnu 2024 byl vybrán jako rozhodčí na UEFA Euro 2024.

## Soudcovaná utkání na Mezinárodních turnajích
| Fáze                                    | Datum                                   | Tým 1                                   | Výsledek                                | Tým 2                                   |                                         |                                         |
| Mistrovství Evropy hráčů do 21 let 2015 | Mistrovství Evropy hráčů do 21 let 2015 | Mistrovství Evropy hráčů do 21 let 2015 | Mistrovství Evropy hráčů do 21 let 2015 | Mistrovství Evropy hráčů do 21 let 2015 | Mistrovství Evropy hráčů do 21 let 2015 | Mistrovství Evropy hráčů do 21 let 2015 |
| --------------------------------------- | --------------------------------------- | --------------------------------------- | --------------------------------------- | --------------------------------------- | --------------------------------------- | --------------------------------------- |
| Skupinová fáze                          | 17.6.2015                               | Česko                                   | 1:2                                     | Dánsko                                  | 2 (0+2)                                 | 0                                       |
| Skupinová fáze                          | 21.6 6.2015                             | Itálie                                  | 0:0                                     | Portugalsko                             | 4 (3+1)                                 | 0                                       |
| Finále                                  | 30.6.2015                               | Švédsko                                 | 0:0 (4:3 po pen.)                       | Itálie                                  | 2 (2+0)                                 | 0                                       |
| Euro 2016                               |                                         |                                         |                                         |                                         |                                         |                                         |
| Skupinová fáze                          | 13.6.2016                               | Španělsko                               | 1:0                                     | Česko                                   | 1 (0+1)                                 | 0                                       |
| Skupinová fáze                          | 22.6.2016                               | Island                                  | 2:1                                     | Rakousko                                | 5 (4+1)                                 | 0                                       |
| Osmifinále                              | 26.6.2016                               | Německo                                 | 3:0                                     | Slovensko                               | 4 (2+2)                                 | 0                                       |
| Mistrovství světa 2018                  |                                         |                                         |                                         |                                         |                                         |                                         |
| Skupinová fáze                          | 16.6.2018                               | Argentina                               | 1:1                                     | Island                                  | 0                                       | 0                                       |
| Skupinová fáze                          | 23.6.2018                               | Německo                                 | 2:1                                     | Švédsko                                 | 4 (0+4)                                 | 0                                       |
| Mistrovství světa 2022                  |                                         |                                         |                                         |                                         |                                         |                                         |
| Skupinová fáze                          | 26.11.2022                              | Francie                                 | 2:1                                     | Dánsko                                  | 3 (1+2)                                 | 0                                       |
| Finále                                  | 18.12.2022                              | Argentina                               | 2:2 (4:3 po pen.)                       | Francie                                 | 8 (5+3)                                 | 0                                       |